# Maragheh
Maragheh (persiska مراغه) är en stad i nordvästra Iran, strax öster om Urmiasjön. Den ligger i provinsen Östazarbaijan och har cirka 180 000 invånare. Staden är administrativt centrum för delprovinsen (shahrestan) Maragheh.
Här finns bland annat gravtornet Gonbad-e Kabud (گنبد کبود), Kabuds kupol, som har tio sidor, en valvgång och fasaddekorationer och består av två våningar. Det sägs att Hülegüs mor är begravd i den. Byggnaden konstruerades under 1100-1200-talet e.Kr.
Staden har en flygplats, Marāgheh (flygplats). 